# Francesco Valagussa
Francesco Valagussa (Porta Carratica, 2 agosto 1872 – Roma, 24 maggio 1950) è stato un pediatra e politico italiano.

## Biografia
Laureato nel 1897, libero docente di pediatria dal 1902, è stato per dodici anni primo aiuto della clinica pediatrica di Roma. Capitano della Croce rossa italiana durante la prima guerra mondiale, medico onorario della Real Casa, ha ricoperto per oltre venti anni l'incarico di primario dell'Ospedale Bambin Gesù. È stato inoltre direttore del preventorio "Emilio Maraini" della Croce rossa italiana, membro del Comitato nazionale per la medicina, fondatore e socio della Società pediatrica italiana, socio dell'Accademia medica di Roma, socio dell'Accademia di pediatria di Buenos Aires, socio dell'Accademia Lancisiana. Senatore dal 1934, venne dichiarato decaduto dalla carica con sentenza dell'Alta Corte di Giustizia per le Sanzioni contro il Fascismo del 30 gennaio 1946, per poi essere riammesso in senato nel 1947 con sentenza delle Sezioni Unite Civili della Corte Suprema di Cassazione.